# ГЕС Фрател
ГЕС Фрател (порт. Fratel) — гідроелектростанція в центральній частині Португалії. Розташовуючись між ГЕС Седильо (вище за течією в Іспанії) та ГЕС Белвер, входить до складу каскаду на Тахо (найбільша річка Піренейського півострова, що дренує його центральну частину та впадає в Атлантичний океан біля Лісабона).
У межах проєкту річку перекрили бетонною гравітаційною греблею висотою 48 метрів та довжиною 240 метрів, яка потребувала 124 тис. м3 матеріалу. Вона утримує водосховище площею поверхні 10 км2 та об'ємом 93 млн м3 (корисний об'єм 21 млн м3), з нормальним коливанням рівня між позначками 71 та 74 метри НРМ.
Машинний зал обладнано трьома турбінами типу Каплан потужністю по 45,6 МВт. Вони працюють при напорі від 18 до 29 метрів та забезпечують виробництво 358 млн кВт·год електроенергії на рік.
Зв'язок з енергосистемою здійснюється по ЛЕП, що працює під напругою 166 кВ.